# Michał Wołowski

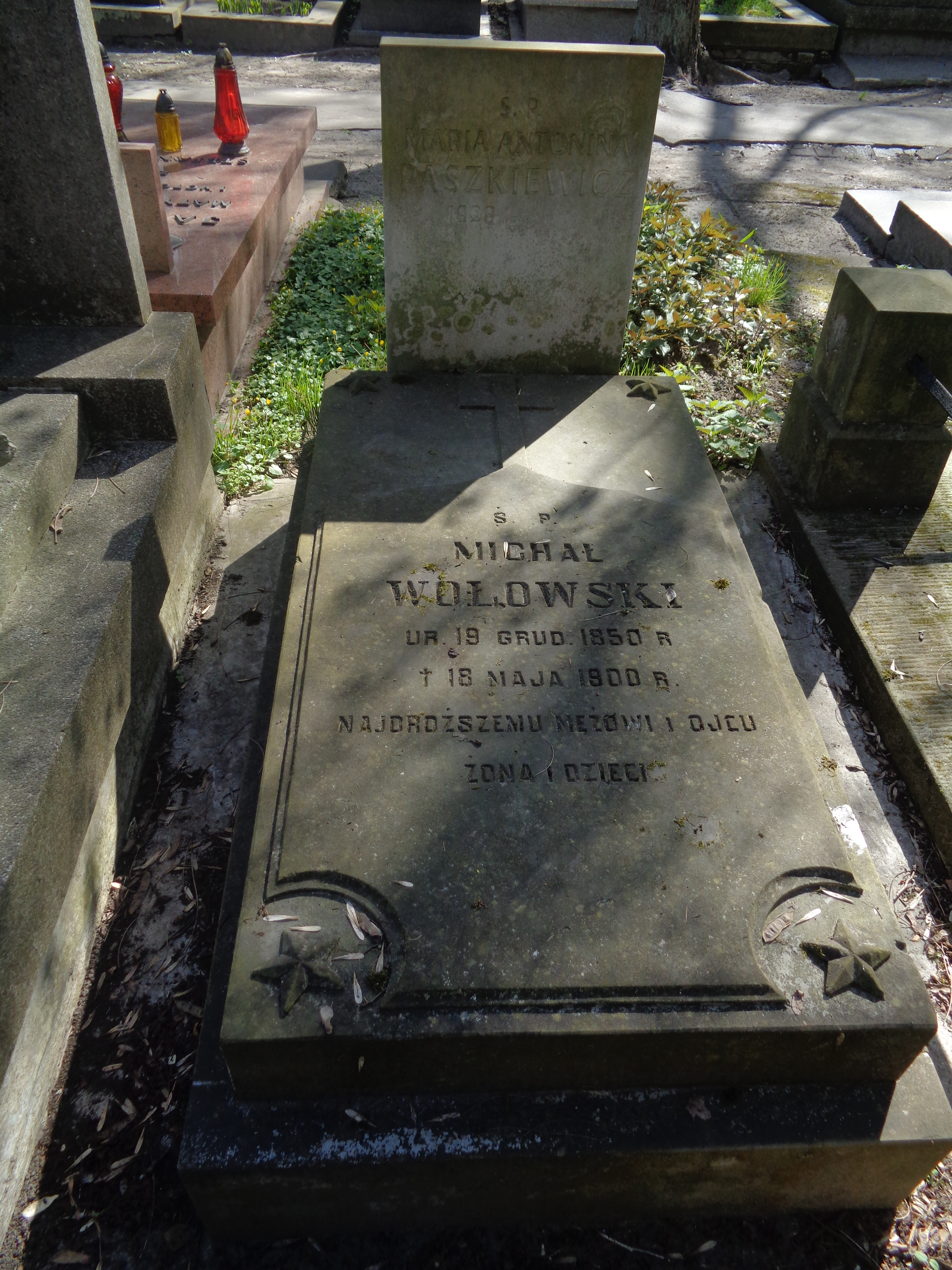
Grób Michała Wołowskiego na Starych Powązkach w Warszawie

Michał Wołowski (ur. 19 grudnia 1851 w Mławie, zm. 18 maja 1900 w Warszawie) – polski aktor, dyrektor teatru, dziennikarz.

## Życiorys
Syn poborcy podatkowego Tomasza i Józefy z Maleszewskich.
Ukończył Szkołę Główną w Warszawie, studiował medycynę w Krakowie i w Monachium. W latach 1871–1872 występował w teatrach Krakowa i Lwowa, a następnie zrezygnował z kariery aktorskiej i podjął pracę dziennikarską.
W 1872 założył z Kazimierzem Bartoszewiczem czasopismo „Pochodnia”. Po 1875 w Warszawie przez pewien czas redagował „Kurier Codzienny” po ustąpieniu Tadeusza Hiża. Był felietonistą w „Tygodniku Romansów i Powieści” (1885) i stałym współpracownikiem „Kuriera Warszawskiego” oraz „Kłosów”, w których m.in. zamieścił informację o „Dzienniku Łódzkim”, oceniając go jako „najpoważniejszy, największy i najlepiej redagowany” spośród innych pism prowincjonalnych.
Od jesieni 1895 do wiosny 1900 był dyrektorem teatru „Victoria” w Łodzi: „Dyrekcja Michała Wołowskiego (29 września 1895 – 30 kwietnia 1900) wyróżniała się wysokim poziomem repertuaru (…)”. W 1896-1899 latem zespół Wołowskiego grał w Warszawie, w marcu 1898 oraz w marcu i kwietniu 1900 w Petersburgu. Wołowski zmodernizował mieszczący się na dziedzińcu posesji przy ulicy Piotrkowskiej 67 (w miejscu dzisiejszego kina Polonia) budynek teatru „Victoria”, w którym założył światło elektryczne (1895). Mimo zasiłku miłośników sceny (10 000 rubli) zbankrutował w kwietniu 1900 roku i zmarł 18 maja tego roku.
Zawdzięczamy mu zorganizowanie pierwszej na ziemiach polskich sceny ludowej w Łodzi na Księżym Młynie w samym środku robotniczego osiedla Towarzystwa Akcyjnego Wyrobów Bawełnianych Karola Scheiblera przy poparciu Anny Scheiblerowej.
W 1897 współredagował „Rozwój”, „miał nawet w redakcji swój stolik i pierwszą kronikę tygodniową napisał”. Napisał artykuł programowy „Rozwoju”, lecz wkrótce „obraził się śmiertelnie, zabrał swoją teczkę i nie wrócił więcej do redakcji”.
Współpracował z „Gońcem Łódzkim”.
Zmarł 18 maja 1900 w Warszawie, został pochowany na cmentarzu Powązkowskim (kwatera 243-2-10). Nabożeństwo żałobne odprawił ks. Kiełduszycki, w pogrzebie uczestniczyli W. Czajewski z „Rozwoju” i K. Młodowski z „Gońca Łódzkiego”.